# Unterseeboot U-153 (1917)
Pour les autres navires du même nom, voir Unterseeboot 153.
L'Unterseeboot U-153 est l’un des 329 sous-marins de la marine impériale allemande pendant la Première Guerre mondiale. Il a participé à la guerre navale et a pris part à la première bataille de l'Atlantique.
L'U-153 a été livré aux Alliés à Harwich le 24 novembre 1918, conformément aux exigences de l’armistice avec l’Allemagne. Exposé à Greenwich en décembre 1918, il devait initialement être remis à la France, mais il a été échangé contre l'U-162 et conservé par les Britanniques. Immobilisé à Portsmouth, il est remorqué jusque dans la Manche le 30 juin 1921 et coulé.

## Affectations
- U-Kreuzer Flotille : de date de début inconnue au 11 novembre 1918.

## Commandants
- Korvettenkapitän Gernot Goetting[3] : du 17 novembre 1917 au 31 juillet 1918.
- Korvettenkapitän Paul Pastuszyk[4] : du 1er août au 11 novembre 1918.

## Navires coulés
| Date          | Nom               | Nationalité      | Tonnage | Destin. |
| ------------- | ----------------- | ---------------- | ------- | ------- |
| 15 mars 1918  | Alessandra        | Royaume d'Italie | 2394    | Coulé   |
| 14 avril 1918 | Santa Isabel      | Royaume-Uni      | 2023    | Coulé   |
| 25 avril 1918 | HMS Willow Branch | Royal Navy       | 3314    | Coulé   |
| 9 mai 1918    | Enrichetta        | Royaume d'Italie | 5011    | Coulé   |